# Vrouwenjaarboekje voor Nederland
Vrouwenjaarboekje voor Nederland was een uitgave van de Vereniging ter Behartiging van de Belangen der Vrouw die verscheen jaarlijks tussen 1905 en 1920 in Nederland en toenmalig Nederlands-Indië. Het blad bevatte informatie over toenmalige vrouwenverenigingen, beroepsverenigingen en bijdragen over vrouwelijke beoefenaren van diverse beroepen. In het jaarboek stonden ook naam- en adreslijsten.